# 斯科爾嶺
79°39′S 155°53′E / 79.650°S 155.883°E
斯科爾嶺（英語：Score Ridge）是南極洲的山嶺，位於奧次地，處於林德斯特羅姆嶺西北面4.6公里，屬於達爾文山脈中隕石山的一部分，現時由南極條約體系管理。